# Павлов Михайло Олександрович
Па́влов Миха́йло Олекса́ндрович (рос. Павлов Михаил Александрович) — російський і радянський металург, академік АН СССР (1932), Герой соціалістичної праці (1945). Автор кількох підручників з металургії, найвідоміший з яких — «Металургія чавуну».

## Біографія
Народився у містечку Божий Промисел (тепер в межах міста Ленкорань), Ленкоранського повіту Бакинської губернії Російської імперії (тепер Азербайджан). 1885 року закінчив Петербурзький гірничий інститут, після чого працював інженером на металургійних заводах Вятського гірничого округу. 1894 року надрукував у «Гірничому журналі» працю «Дослідження плавильного процесу доменних печей» — перше в Росії теоретичне дослідження теплового балансу доменних печей, що працюють на деревному вугіллі. З 1896 по 1900 роки працював на Сулинському заводі, де організував доменну плавку на антрациті. З 1900 року викладав у Єкатеринославському вищому гірському училищі (тепер Національний гірничий університет України). У 1904–1941 роках був професором Петербурзького (Ленінградського) політехнічного інституту, разом з цим у 1921–1930 роках професор Московської гірничої академії, у 1930—1941 роках Московського інституту сталі.
За Російської імперії видав капітальні наукові праці, серед них «Атлас креслень по доменному виробництву» (1902), «Визначення розмірів доменних печей» (1910), «Теплові баланси металургійних процесів» (1911), «Розрахунок доменних шихт» (1914) та інші. Був редактором «Журналу Російського металургійного товариства» від моменту його створення у 1910 році.

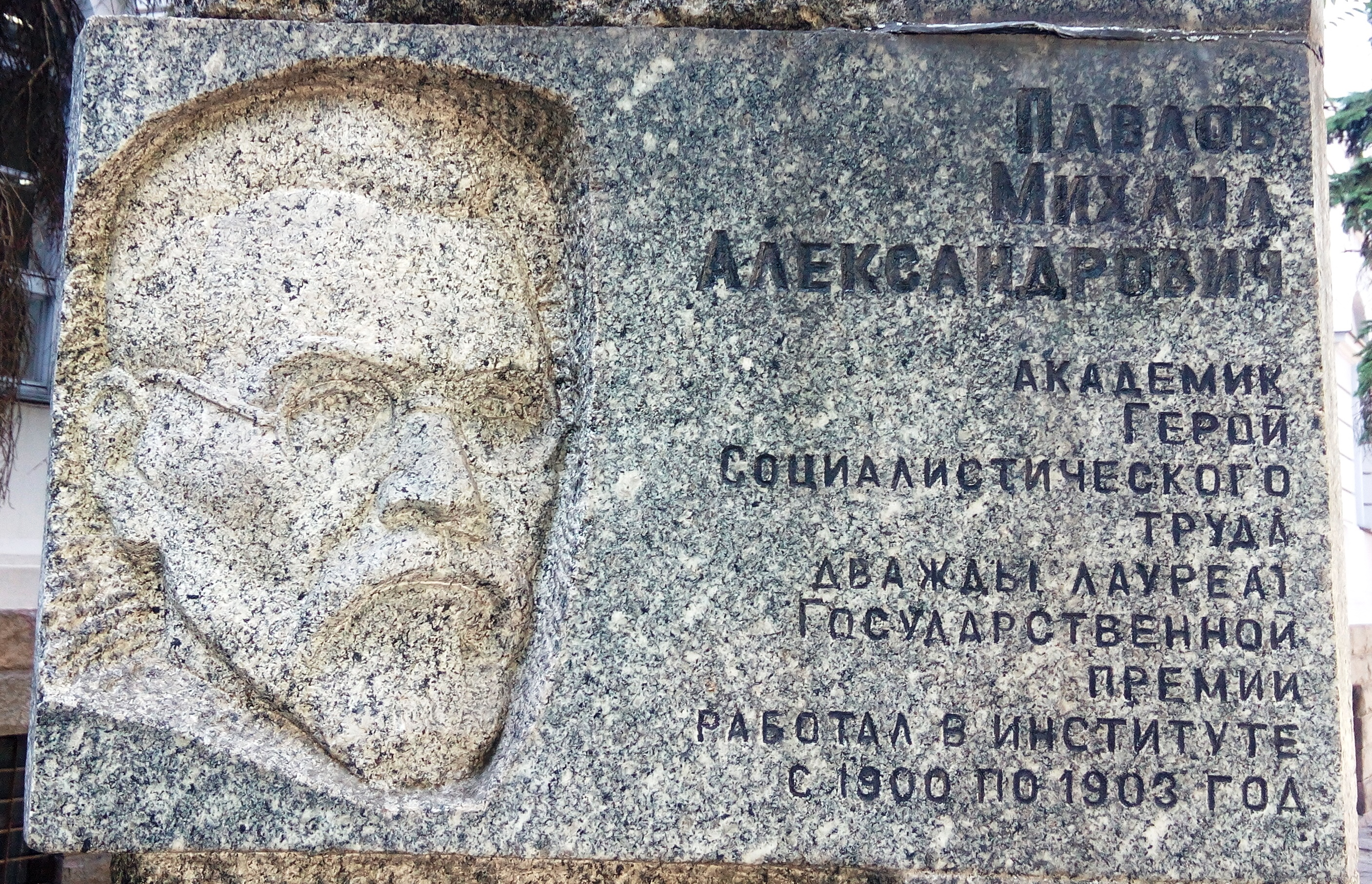
Барельєф Павлову М. О. перед центральним корпусом НТУ «Дніпровська політехніка»

За радянської влади брав участь у проектуванні металургійних заводів, доменних печей і сталеплавильних агрегатів. Був головою експериментальних робіт з використання торфу для доменної плавки. Здійснив перші плавки на флюсованому агломераті.
Отримав Державну премію СССР у 1943 і 1947 роках. Нагороджений 5 орденами Леніна, орденом Трудового Червоного Прапора і медалями.

## Твори
- «Атлас чертежей по доменному производству» (1902),
- «Определение размеров доменных печей» (1910),
- «Тепловые балансы металлургических процессов» (1911),
- «Расчёт доменных шихт» (1914),
- Металлургия чугуна, ч. 1, 3 изд., М., 1948; ч. 2, 6 изд., М., 1949; ч. 3, 2 изд., М., 1951,
- Расчет доменных шихт, 6 изд., М., 1951,
- Воспоминания металлурга, 2 изд., ч. 1—2, М., 1945.